# سوتلینا (استان خاسکوو)
سوتلینا (به بلغاری: Svetlina) یک منطقهٔ مسکونی در بلغارستان است که در شهرستان دیمیترووگراد واقع شده‌است.